# Aaron David Gordon
Aaron David Gordon ou A. D. Gordon (Hebraico: אהרן דוד גורדון‎; Rússia, 9 de junho de 1856 - Degania Alef, 22 de fevereiro de 1922) foi um dos teóricos e ativistas mais importantes do Sionismo. Influenciado pelas ideias de Leon Tolstói, se tornou o principal líder do Sionismo Trabalhista, influenciando milhares de judeus a emigrarem para a Palestina e lá levarem uma vida baseada no trabalho.

## Infância e educação
Aharon David Gordon nasceu no vilarejo de Troyano, na região da Podolia (Rússia), filho de uma família judia ortodoxa. Devido à sua fraca saúde, foi educado nos assuntos tradicionais judaicos por um professor particular. Aos 17 anos optou por receber uma educação laica em São Petersburgo, onde entrou em contato com a vida cosmopolita e com as ideias em ascensão na época, além de aprender outros idiomas.

## Vida adulta na Rússia
Aos 18 anos tentou alistar-se no exército russo, mas não foi aceito por causa de seus problemas físicos. Dedicou-se então à administração de uma grande propriedade rural na Rússia. Casou-se ainda jovem com sua prima Faige Tartakov, com quem teve sete filhos (dos quais apenas dois sobreviveram). Durante essa época foi membro do movimento Chovevei Tzion e era um defensor ardoroso do Sionismo.

## Aliá
Em 1904, aos 48 anos, Gordon decide fazer Aliá, ou seja, deixar a Rússia e ir morar na Palestina. Sua mulher e filha o acompanham após três anos, emigrando em 1907. Sua esposa adoeceu e morreu apenas quatro meses após sua chegada. Seu filho, devido a divergências ideológicas com o pai, decide ficar na Rússia, onde morre durante a Primeira Guerra Mundial.
Gordon trabalhou como agricultor em Petach Tikva, Rishon LeTzion e em algumas colônias na Galileia. Finalmente mudou-se em 1912 para Degania Alef (o primeiro kibutz). Devido a sua incansável dedicação ao trabalho ficou conhecido como o “velho com a enxada”, sendo o símbolo da Segunda Aliá (1904-1914) e servindo como exemplo para milhares de jovens. Morreu de câncer na garganta em 22 de fevereiro de 1922.

## Natureza
Inspirado nas ideias de Leon Tolstói, Gordon acreditava que havia uma união orgânica entre a Natureza e todos os seres humanos. No entanto, a vida nas cidades e o modo capitalista, que enxergava a natureza como um bem a ser explorado, estariam desviando a humanidade de seu caminho natural. Portanto, o homem deveria reorientar-se abandonando a vida urbana e inserindo-se na Natureza.
“E quando, ó homem, você retornar à natureza – no dia em que seus olhos se abrirem, você vai olhar fixamente nos olhos da natureza e, nesse espelho, verá sua própria imagem.” 

## Sionismo Trabalhista
Gordon acreditava que a tragédia do povo judeu poderia ser explicada pela sua forma de vida parasita na Diáspora. Para ele, uma nação identifica-se e cria laços com a terra em que habita somente através do trabalho braçal.
A solução, portanto, seria alcançada quando os judeus largassem suas profissões liberais nas cidades da Diáspora e emigrassem para a Palestina, a fim de lá trabalhar a terra. Gordon formula a ideia da “religião do trabalho”, segundo a qual, os judeus deveriam unir-se por uma religião, e esta deveria ser o trabalho.

“Um povo que esteve completamente divorciado da natureza, que durante dois mil anos viveu aprisionado entre muralhas, que se habituou a todas as formas de vida, menos a uma vida de trabalho, não pode converter-se novamente em um povo vital, natural e trabalhador, sem usar a força de sua vontade até o fim. Carecemos de um elemento fundamental, carecemos do trabalho por meio do qual um povo de arraiga em seu solo e em sua cultura. Não o trabalho por obrigação, mas sim, um trabalho ligado ao homem de forma natural, e que o ligue a seu povo, sua terra e sua cultura... a partir de agora, o nosso ideal principal deve ser o trabalho. Nossa fraqueza está no trabalho - e o trabalho será nossa cura. (…)”.

Dessa forma, Gordon não pregava uma simples transferência do povo judeu da Diáspora para a Palestina, mas sim uma revolução completa do povo judeu. Para ele, a cultura que dever-se-ia estabelecer no futuro Estado judeu não era uma cultura acadêmica, mas sim uma cultura de simplicidade bucólica e trabalho para todos.

“O que pretendemos estabelecer na Palestina é um povo novo e renascido, não uma mera colônia do judaísmo da dispersão, nem uma nova versão da vida da Diáspora. O nosso desejo é fazer da Palestina a Pátria Mãe do judaísmo mundial, tendo as comunidades judaicas da diáspora como suas colônias, e não o oposto. (…) Só na terra de Israel podemos ter cultura viva e própria em consonância com nosso espírito e por nossos meios, realizando, como povo, todo tipo de trabalho”.

Após sua morte foi fundado o movimento juvenil sionista Gordonia, o qual, após diversas fusões, transformou-se no que hoje é o Habonim Dror.